# 장화홍련전 (1936년 영화)
《장화홍련전》은 한국에서 제작된 홍개명 감독의 1936년 영화이다. 문수일 등이 주연으로 출연하였고 분도주차랑 등이 제작에 참여하였다.

## 출연

### 주연
- 문수일
- 문예봉
- 지경순
- 이종철

## 기타
- 조명: 최진